# Каньяпа
Каньяпа — безстічне солоне озеро лагунного типу у болівійському департаменті Потосі.
| Озеро | Це незавершена стаття про озеро . Ви можете допомогти проєкту, виправивши або дописавши її. |